# Diritto all'oblio
Il diritto all'oblio è il diritto soggettivo ad impedire la diffusione, non motivata da particolari ragioni, di informazioni che possono costituire un precedente pregiudizievole dell'onore di una persona, principalmente i precedenti giudiziari di una persona.
In base a questo principio non è legittimo, ad esempio, diffondere informazioni relative a condanne ricevute o, comunque, altri dati sensibili di analogo argomento, salvo che si tratti di casi particolari ricollegabili a fatti di cronaca. Anche in tali casi la pubblicità del fatto deve essere proporzionata all'importanza dell'evento e al tempo trascorso dall'accaduto. Le leggi che regolamentano il diritto all'oblio si applicano esclusivamente alle persone fisiche e non alle aziende.

## Nel diritto dell'Unione Europea
Il Regolamento generale sulla protezione dei dati (GDPR), in vigore da maggio 2018, regola il diritto all'oblio, agli articoli 17, 21 e 22.
Il diritto di opposizione dell'interessato pone fine al trattamento per motivi di marketing diretto (art. 21, par. 2). È derogabile se il trattamento ha fini di ricerca scientifica o storica o a fini statistici, e ciò avviene per l'esecuzione di un compito di interesse pubblico (art. 21, par. 6).

La richiesta dell'interessato deve essere legittimamente motivata (art. 17) e il titolare può comunque riprendere il trattamento se dimostra motivi legittimi cogenti e prevalenti sui diritti e le libertà dell'opponente, inclusa quella di azione in giudizio (art. 21).
Qualora l'interessato abbia prestato il consenso al trattamento dei dati (art.9, par.2, a) oppure il trattamento sia necessario per motivi di interesse pubblico (art. 9, par.2, g), il diritto all'oblio dell'interessato è posto entro i limiti dell'art. 22.
Per le categorie particolari di dati personali (elencate all'art. 9 par.1) di cui è vietato il trattamento, trova applicazione l'art. 22 par. 2: nel caso in cui la decisione del titolare basata unicamente sul trattamento automatizzato sia necessaria per la conclusione o l'esecuzione di un contratto tra l'interessato e un titolare del trattamento, o sia autorizzata dal diritto dell'Unione e dello Stato membro, l'interessato "ha almeno" il diritto di ottenere l'intervento umano da parte del titolare del trattamento, di esprimere la propria opinione e di contestare la decisione (art. 22, par. 1 e applicazione del par. 3)
Come diritto collegabile alla cancellazione permanente dei dati, l'art. 16 afferma che l'interessato ha diritto ad ottenere l'integrazione e la rettifica dei propri dati personali. Il testo non rinvia esplicitamente ad eccezioni, casi particolari o limitazioni ulteriori di quest'ultimo diritto.

## Italia
Lo schema di decreto provvisorio, approvato il 21 marzo 2018, conferma quanto segue: "le p.a. trattano dati sensibili senza il consenso dell'interessato e, quindi, esclusivamente sulla base di una legge o di un regolamento".
Il codice fiscale è una delle principali chiavi identificative di accesso per le banche dati della PA, e, relativamente ai servizi sul web, tramite ulteriori parametri di autenticazione.

### Orientamento giurisprudenziale
In Italia il diritto all'oblio è relativamente “nuovo”, essendo comparso nella giurisprudenza solo a partire dagli anni 1990.
La Corte di Cassazione lo ha definito come il:
(U. Ambrosoli, M. Sideri, Diritto all'oblio, cit.)
Tale principio si applica sia ai cittadini comuni che ai personaggi che hanno (o hanno avuto) grande notorietà. Il diritto all'oblio non è applicabile nel caso in cui, per eventi sopravvenuti, il fatto precedente ritorni di attualità e rinasca un nuovo interesse pubblico all'informazione.
In sostanza, un individuo che abbia commesso un reato in passato ha il pieno diritto di richiedere che quel reato non venga più divulgato dalla stampa e dagli altri canali di informazione; a condizione che il pubblico sia già stato ampiamente informato sul fatto e che sia trascorso un tempo sufficiente dall'evento, tale da far scemare il pubblico interesse all'informazione per i casi meno eclatanti.
Questo principio, fondamento di una corretta applicazione dei principi generali del diritto di cronaca, si basa sul presupposto che, quando un determinato fatto è stato assimilato e conosciuto, cessa di essere utile per l'interesse pubblico: smette di essere oggetto di cronaca e ritorna a essere un fatto privato. Nel momento in cui l'interesse pubblico si affievolisce, fino a scomparire del tutto, è opportuno tutelare la reputazione delle persone coinvolte nel fatto facendo prevalere il diritto alla riservatezza sul diritto di cronaca. Nel caso, ad esempio, del reato di lesioni personali, per i protagonisti in negativo della vicenda è inizialmente giustificata dalla necessità di informare il pubblico, non lo è più dopo che la notizia sia risultata largamente acquisita. Questo diritto difende indirettamente anche le vittime, in quanto ogni volta che un caso viene rievocato finisce per pesare di riflesso su chi lo ha dolorosamente subito nel ruolo di parte lesa (si pensi al caso delle violenze sessuali).
Un altro fattore da tenere in considerazione riguarda l'articolo 27, Comma 3° della Costituzione secondo cui “Le pene […] devono tendere alla rieducazione del condannato” (principio della funzione rieducativa della pena). Il diritto all'oblio favorirebbe, in questo senso, il reinserimento sociale dell'accusato, il suo ritorno alla società civile.
Sull'esistenza del diritto all'oblio si è espressa positivamente anche la Suprema Corte di cassazione. Con la sentenza 16111 del 2013 (Cassazione Civile) la Corte ha affermato che, per reiterare legittimamente notizie attinenti a fatti remoti nel tempo, è necessario il rilevante collegamento con la realtà attuale e la concreta utilità della notizia, da esprimersi sempre nei vincoli della cosiddetta "continenza espositiva".
La sentenza numero 23771/2015 del Tribunale di Roma ha precisato che il diritto all'oblio non è altro che una particolare espressione del diritto alla riservatezza e ha chiarito quali sono i presupposti al ricorrere dei quali è possibile ottenere l'attuazione del diritto all'oblio. Innanzitutto si è sancito che il fatto che si intende "dimenticare" non sia recente ma, piuttosto, sia trascorso un determinato lasso di tempo dall'avvenimento in questione e, in secondo luogo, si è precisato che tale fatto deve avere uno scarso interesse pubblico. Del resto è necessario un bilanciamento del diritto all'oblio sia con il diritto di cronaca che con l'interesse pubblico a conoscere le informazioni che possono essere acquisite attraverso la rete internet.
In aggiunta al prima citato articolo 27, Comma 3 della Costituzione bisogna anche tenere conto dei dati personali che entrano in gioco spesso correlati al diritto all'oblio. A tal proposito, si può far riferimento al Regolamento Comunitario sulla protezione dei dati “relativo alla protezione delle persone fisiche con riguardo al trattamento dei dati personali" del 27 aprile 2016
, secondo il quale, all'articolo 17 comma 1 ("Diritto all'oblio e alla cancellazione") l'interessato ha il diritto di richiedere la rimozione dei dati personali che lo riguardano, in particolare in relazione ai dati personali resi pubblici quando l'interessato era un minore, se sussiste uno dei seguenti motivi:
"a) i dati personali non sono più necessari rispetto alle finalità per le quali sono stati raccolti o altrimenti trattati;
b) l'interessato revoca il consenso su cui si basa il trattamento conformemente all'articolo 6, paragrafo 1, lettera a), o all'articolo 9, paragrafo 2, lettera a), e se non sussiste altro fondamento giuridico per il trattamento;
c) l'interessato si oppone al trattamento ai sensi dell'articolo 21, paragrafo 1, e non sussiste alcun motivo legittimo prevalente per procedere al trattamento, oppure si oppone al trattamento ai sensi dell'articolo 21, paragrafo 2;
d) i dati personali sono stati trattati illecitamente;
e) i dati personali devono essere cancellati per adempiere un obbligo legale previsto dal diritto dell'Unione o dello Stato membro cui è soggetto il titolare del trattamento;
f) i dati personali sono stati raccolti relativamente all'offerta di servizi della società dell'informazione di cui all'articolo 8, paragrafo 1.
Tuttavia al comma 3 del medesimo articolo vengono specificati i casi in cui il trattamento dei dati è necessario:
"a) per l'esercizio del diritto alla libertà di espressione;
b) per l'adempimento di un obbligo legale che richieda il trattamento previsto dal diritto dell'Unione o dello Stato membro cui è soggetto il titolare del trattamento o per l'esecuzione di un compito svolto nel pubblico interesse oppure nell'esercizio di pubblici poteri di cui è investito il titolare del trattamento;
c) per motivi di interesse pubblico nel settore della sanità pubblica in conformità dell'articolo 9, paragrafo 2, lettere h) e i), e dell'articolo 9, paragrafo 3;
d) a fini di archiviazione nel pubblico interesse, di ricerca scientifica o storica o a fini statistici conformemente all'articolo 89, paragrafo 1, nella misura in cui il diritto di cui al paragrafo 1 rischi di rendere impossibile o di pregiudicare gravemente il conseguimento degli obiettivi di tale trattamento;
e) per l'accertamento, l'esercizio o la difesa di un diritto in sede giudiziaria."
In Italia, il diritto all'oblio viene rispettato anche al di fuori delle aule di giustizia e a tenerlo in debito conto, innanzitutto, è il Testo unico dei doveri del giornalista, entrato in vigore il 3 febbraio 2016, il cui articolo 3 impone a tutti i giornalisti il rispetto dell'identità di ciascuna persona coinvolta nei fatti trattati (punto a) e del reinserimento sociale da parte di un condannato (punti b e c).

### L'intervento del garante della privacy
In Italia il principio del diritto all'oblio si concretizza grazie al Garante per la protezione dei dati personali. Il Garante della privacy nel 2005 ha provato a individuare una soluzione tecnica per garantire la trasparenza sull'argomento ed evitare che si creino, tramite i motori di ricerca, delle gogne elettroniche. Il Garante ha esaminato un caso in cui a un soggetto era stata erogata una sanzione da parte di un ente pubblico. Sul proprio sito web l'ente aveva indicato la violazione ed il nome del violatore, al che l'interessato aveva richiesto che fosse tolto il suo nome, invocando il diritto alla riservatezza. Il garante stabilì: 
Nel gennaio 2013 il giudice unico del Tribunale di Ortona (CH) ha condannato la testata online PrimaDaNoi.it al pagamento di una multa di oltre 17.000 euro, comprensiva di risarcimento danni e spese legali, per un fatto di cronaca giudiziaria avvenuto nel 2008 che aveva coinvolto due ristoratori. Nel 2010 uno dei due esercenti, appellandosi al diritto all'oblio, aveva richiesto al direttore del quotidiano di rimuovere l'articolo che lo riguardava, ma la richiesta era stata rifiutata. Nel 2011 il pezzo era stato cancellato dai motori di ricerca a titolo meramente transattivo (cioè di reciproca concessione). Nel 2013, a seguito della condanna del tribunale, l'articolo è stato rimosso anche dall'archivio della testata.
Secondo il giudice, «il trattamento dei dati personali si è protratto per un periodo di tempo superiore a quello necessario agli scopi (esercizio del diritto di cronaca giornalistica) per i quali i dati sono stati raccolti e trattati». L'editore della testata, a febbraio 2013, ha proposto ricorso in Cassazione contestando non solo la nullità della sentenza («nessuno si è accorto della omessa notificazione del ricorso e/o dell'assenza dal giudizio del Garante per la protezione dei dati personali», sostiene la difesa) ma anche il fatto che essa sia «lesiva dei diritti ed interessi sanciti dalla legge a garanzia delle attività e finalità giornalistiche».
Nel provvedimento n. 400 del 6 ottobre 2016 il Garante della Privacy ha stabilito che non è possibile invocare il diritto all'oblio per vicende giudiziarie il cui iter processuale si sia concluso da poco tempo, anche se il tema è di particolare gravità. In questi casi prevale l'interesse pubblico a conoscere le notizie. Con questa motivazione, l'Autorità garante ha dichiarato infondata la richiesta di deindicizzazione di alcuni articoli presentata da un ex consigliere comunale coinvolto in un'indagine per corruzione e truffa.
Persona offesa
Il Garante della privacy ha applicato il principio del diritto all'oblio anche nel caso di una persona offesa. A distanza di tempo, periodicamente, la stampa riprendeva l'accaduto. La persona offesa ha chiesto ed ottenuto che della vicenda non se ne dovesse più parlare.
Principio della pertinenza
Il diritto di riprodurre fatti negativi, purché veritieri, da parte di organi di stampa ed assimilati trova un limite nel principio della pertinenza: i fatti possono essere riproposti, anche a distanza di tempo, solo se hanno una stretta relazione con nuovi fatti di cronaca e se vi è un interesse pubblico alla loro diffusione.

#### Diritto all'oblio digitale, anche senza nome
Nel mese di luglio 2019, il Garante della Privacy ha stabilito che il diritto all'oblio possa essere invocato anche partendo da dati presenti sul web e che non siano nome e cognome dell'interessato, nel caso lo rendano identificabile, anche in via diretta. Questa decisione si riferisce al reclamo di un professionista che aveva chiesto invano a Google di cancellare una URL reperibile online digitando non il proprio nome, ma la sua qualifica di presidente di una determinata cooperativa.
Inoltre, secondo l'art. 17 del GDPR del 2016, anche per quanto riguarda il mondo digitale, i dati personali che un titolare ha archiviato, devono essere cancellati nel minor tempo possibile, e comunque quando sono esaurite le finalità per le quali questi dati sono stati raccolti. Tuttavia, in attuale assenza di una normativa nazionale specifica in tal senso, i siti e motori di ricerca non hanno nessun obbligo di cancellazione dei dati personali a vario titolo acquisiti, quali indirizzo IP, indirizzo di posta elettronica, e dati anagrafici.

### I casi
Tale diritto all'oblio è stato affermato per la prima volta nel corso di un processo riguardante la pubblicazione, nell'ambito di un gioco a premi, del 14 gennaio 1990 da parte del quotidiano romano “Il Messaggero” di una prima pagina del 7 dicembre 1961 nella quale si riportava foto e nome di un individuo reo confesso di omicidio che nel frattempo aveva espiato la pena e si era reinserito nella società; secondo il Tribunale di Roma (sent. 15 maggio 1995) ciò che in realtà difetta nella riproduzione a distanza di circa 30 anni della notizia di cui trattasi è l'attualità del pubblico interesse. Il quotidiano ha quindi pesantemente interferito sulla vita privata del soggetto senza che vi fosse alcuna utilità sociale nell'informazione resa al pubblico per un occasionale motivo di gioco.
Il tribunale riconobbe gli estremi del reato di diffamazione (art. 595 c.p.). L'editore fu quindi condannato al risarcimento della parte lesa.
Nel 29 novembre 1996 la programmazione di Rai 1 prevedeva la messa in onda de "Il caso Bozano" per il ciclo "I Grandi Processi", programma mirato ad approfondire i processi di cronaca che in tal caso si sarebbe dovuto occupare dell'omicidio di Milena Sutter avvenuto il 6 maggio 1971. I familiari della vittima, venuti a conoscenza di tale evento, chiesero all'emittente di bloccare la messa in onda invocando "sensibilità per una ferita ancora aperta". La Rai si rifiutò.
I familiari si rivolsero dunque al Tribunale di Roma, invocando il diritto alla riservatezza e affermando che il programma riporterebbe "all'impietosa curiosità dei telespettatori il nome, l'immagine e i sentimenti della vittima e dei suoi familiari a fini di spettacolo e senza alcuna giustificazione sul piano dell'informazione".
Il Tribunale di Roma rigettò il ricorso, affermando che “l’interesse del singolo a veder tutelata la propria vita privata e ad impedire il perpetuarsi del ricordo di avvenimenti dolorosi che lo hanno visto protagonista è destinato a soccombere se siffatti avvenimenti possano considerarsi come facenti parte del contesto sociale nel quale si sono verificati e su di essi non si sia mai sopito l'interesse della collettività, di modo che, potendo essere considerati un fatto di cronaca idoneo a suscitare riflessioni, commenti e giudizi, possa la loro divulgazione ritenersi giustificata da un interesse sociale”.
Nel novembre 2000 i giornali annunciano che di lì a pochi mesi andrà in onda su Canale 5 uno sceneggiato televisivo dal titolo Uno bianca, che ripercorre le gesta criminali compiute dai fratelli Savi, ritenuti colpevoli dell'omicidio di 24 persone a seguito delle loro folli scorribande in Emilia-Romagna negli anni tra il 1987 e il 1994. I personaggi hanno tutti nomi di fantasia. Tra di essi c'è Milvia, una ragazza italiana, mora, rappresentata come succube e vittima di uno dei banditi cui è sentimentalmente legata, mai sospettata dagli inquirenti di complicità nei delitti. Il nome è facilmente riconducibile a quello di Eva Mikula, personaggio reale, fidanzata con uno dei fratelli Savi nel periodo che coincide con le gesta criminali della banda. Eva Mikula entra in possesso del copione dello sceneggiato e lo visiona, chiedendo a Mediaset di bloccare la programmazione dello sceneggiato.
La richiesta viene inizialmente rifiutata. Con procedimento d'urgenza Eva Mikula ricorre al Tribunale di Roma chiedendo che venga inibita a Mediaset la messa in onda dello sceneggiato perché genericamente lesivo della sua onorabilità e del diritto all'oblio. Il Tribunale respinge la richiesta, affermando che “Non è lesivo della personalità altrui uno sceneggiato televisivo basato su fatti di cronaca che per la loro eccezionalità e per la efferatezza dei delitti rievocati necessitano di essere ricordati e tramandati, non potendosi invocare una sorta di diritto all'oblio rispetto a vicende per le quali non sia venuto meno l'interesse del pubblico” (Tribunale di Roma, 1º febbraio 2001).
In approfondimento al caso va detto che il personaggio di Milvia è indulgente nei riguardi della Mikula, per come questa viene rappresentata nello sceneggiato. Milvia è decisamente succube del capo della banda, dal quale viene spesso maltrattata, aspetto che slega il personaggio da un'effettiva complicità con le imprese criminali della banda. Non si può certo dire, quindi, che la reputazione della Mikula ne esca compromessa, poiché la figura rappresentata corrisponde a quella sempre rivendicata da lei stessa durante i vari processi.

### Obbligo di aggiornamento
Oltre all'aspetto principale, per la Cassazione (sent. 5525/2012) la questione si presenta anche come un problema di aggiornamento (quindi di incompletezza dell'informazione) che chiama in causa il requisito della verità della notizia anziché quello dell'interesse sociale; più precisamente, il caso in cui è chiamata a statuire riguarda un uomo politico ancora in attività che lamentava la permanenza della notizia del suo arresto avvenuta molti anni prima senza l'informazione del successivo proscioglimento, così l'interessato aveva fatto ricorso al garante per richiederne la cancellazione dagli archivi online dei giornali che però aveva respinto il ricorso sottolineando che si trattava di politico ancora in attività e quindi la soluzione della deindicizzazione non andava bene perché l'interesse alla conoscenza della notizia non era del tutto escluso.
La Cassazione afferma che la notizia deve rimanere ed anche essere reperibile, tutt'al più deve essere aggiornata, perciò richiama al riguardo l'art. 7 del Codice per la protezione dei dati personali e rinvia al giudice perché individui lo strumento per realizzare il diritto all'aggiornamento, quindi in questo caso non è corretto parlare di diritto all'oblio ma di quello alla contestualizzazione dei dati; in seguito la sentenza ha suscitato molte preoccupazioni in quanto si è pensato alludesse a un obbligo di aggiornamento continuo indipendentemente da richieste o segnalazioni degli interessati (materialmente quasi impossibile), ma in realtà l'obbligo di aggiornamento sorge solo se c'è una richiesta al riguardo, inoltre la sentenza continua a fare riferimento ad obblighi del sito originario e non coinvolge in alcun modo il motore di ricerca.

#### Lariforma Cartabia
La legge n. 134 del 2021, nell'ambito del più vasto quadro della c.d. riforma Cartabia ha inciso anche in materia di diritto all'oblio  stabilendo al comma 25 dell’art. 1  che “il decreto di archiviazione e la sentenza di non luogo a procedere o di assoluzione costituiscano titolo per l’emissione di un provvedimento di deindicizzazione che, nel rispetto della normativa dell’Unione europea in materia di dati personali, garantisca in modo effettivo il diritto all’oblio degli indagati o imputati.”

#### Testo unico in materia di casellario giudiziale
Il d.lgs. 2 ottobre 2018, n. 122 che dispone la modifica dell’art. 24, comma 1, lett. e), del d.P.R. del 14 novembre 2002, n. 313, prevede l’esclusione dall’iscrizione nel certificato del casellario giudiziale del provvedimento di applicazione della pena su richiesta delle parti laddove quest’ultima non sia superiore a due anni;
Secondo il Garante della Privacy ciò comporta, decorso un congruo periodo di tempo che faccia venir meno l'attualità della notizia, l'obbligo di deindicizzare tali notizie, altrimenti il beneficio in tal modo riconosciuto dall’ordinamento, finalizzato a limitare la conoscibilità della condanna subita da un determinato soggetto, verrebbe, di fatto, vanificato ove fosse consentito al titolare di trattare ulteriormente i dati del reclamante attraverso la reperibilità in rete degli stessi, pregiudicando così la sfera di riservatezza dell’interessato.
Secondo il Garante, perciò la permanenza di un articolo che contiene tale notizia deve avvenire solo in una sezione archivio non indicizzato dai motori di ricerca esterni.

### Diritto all'oblio oncologico
Nel luglio 2023 la Lombardia è stata la prima regione italiana ad approvare una mozione per il diritto all'oblio a favore dei malati oncologici, i quali venivano discriminati nell'accesso ai mutui, nell'adozione dei minori e nelle selezioni di lavoro.
Il diritto all'oblio può essere potenzialmente esteso anche ad altre patologie la cui guarigione non incide più sulla vita del malato.

## In Europa

### Francia
Un primo tentativo di regolamentare tale fattispecie di diritto all'oblio è stato effettuato dal governo francese in un accordo con gli editori, attraverso la discussione della Charte du droit à l'oubli dans les site collaboratifs et les moteurs de recherche (Carta del diritto all'oblio nei siti collaborativi e nei motori di ricerca).

### Germania
Un caso concreto si è verificato in Germania con la richiesta da parte di due fratelli condannati per l'omicidio dell'attore Walter Sedlmayr. Hanno presentato richiesta di cancellazione dei loro nomi da Wikipedia in tedesco. Il 27 ottobre 2009 gli avvocati dei due fratelli condannati per omicidio hanno mandato una lettera di diffida alla Fondazione Wikimedia richiedendo che i nomi dei colpevoli fossero rimossi dalla pagina Wikipedia in inglese sulla vittima, citando la decisione del 1973 della Corte Federale Costituzionale che consente la rimozione del nome di un criminale dagli ultimi resoconti, una volta terminata la custodia cautelare. Precedentemente, il rappresentante legale dei due fratelli aveva vinto una sentenza in contumacia presso la Corte Tedesca contro la Fondazione Wikimedia. Secondo l'Electronic Frontier Foundation, gli avvocati avevano anche contestato un Internet service provider in Austria che aveva pubblicato i nomi dei colpevoli. Wikimedia ha sede negli Stati Uniti, dove il Primo Emendamento protegge la libertà di parola e di stampa, sotto le quali dovrebbero rientrare gli articoli di Wikipedia. In Germania, invece, la legge cerca di proteggere il nome dei privati dalla pubblicità indesiderata. Il 18 gennaio 2008 una corte ad Amburgo ha sostenuto i diritti personali dei due fratelli, che per la legge tedesca includono la rimozione dei loro nomi dagli archivi del caso. Il 12 novembre 2009 anche il New York Times ha riportato la notizia che uno dei due fratelli aveva una causa in corso contro la Fondazione Wikimedia in una corte tedesca. Coloro che hanno curato l'articolo sulla vittima sulla pagina tedesca di Wikipedia hanno rimosso i nomi dei colpevoli. The Guardian ha notato che però la causa ha portato ad effetto Streisand, ossia ad un'ampia pubblicizzazione del caso dovuta all'azione giudiziaria. Il 15 dicembre 2009, la Corte Federale Tedesca di Giustizia (Bundersgerichtshof) di Karlsruhe ha deciso che i siti internet tedeschi non devono controllare i loro archivi in modo da provvedere alla protezione permanente dei diritti personali per criminali condannati. Il caso si è presentato quando il nome dei due fratelli è stato trovato sul sito web Deutschlandradio, in un articolo di archivio datato luglio 2000.

### Spagna
L'iniziativa del garante della privacy spagnolo, sulla scia di un intervento precedente dell'Autorità italiana, si è indirizzata soprattutto sull'affermazione della responsabilità dei motori di ricerca (vedi infra "Sentenza C-131/12 del 2014").

## Extra-UE

### Stati Uniti
I primi riferimenti al diritto all'oblio negli Stati Uniti si possono ritrovare nei casi Melvin v. Reid e Sidis v. FR Publishing Corp.
Nel caso Melvin v. Reid (1931), un'ex-prostituta venne accusata di omicidio e in seguito assolta. Successivamente tentò di assumere un ruolo anonimo e riservato nella società. Tuttavia, il film The Red Kimono rivelò la sua storia, e lei fece causa al produttore. La corte stabilì che "ogni persona che vive nella rettitudine ha diritto alla felicità che include la libertà da inutili attacchi alla propria persona, condizione sociale o reputazione."
Tuttavia nel caso Sidis v. FR Publishing Corp. il querelante William James Sidis, che era stato un bambino prodigio, desiderava trascorrere la vita adulta in tranquillità, nell'anonimato; purtroppo il suo desiderio venne disatteso da un articolo sul The New Yorker. La corte stabilì in tale sede che esistono limiti al controllo sulla vita di un individuo e sui fatti a lui connessi, che esiste un valore sociale associato a fatti pubblicati e che un individuo non può ignorare il proprio stato di celebrità soltanto perché lo vuole.
Negli Stati Uniti non è ancora presente la possibilità di far richiesta di deindicizzazione. Nel 2015 è stata presentata da una della maggiori associazioni dei consumatori, Consumer Watchdog, un esposto alla Federal Trade Commission, con la richiesta di investigare sul tema.
Negli Stati Uniti, un sondaggio ha indicato che 9 americani su 10 esigono una qualche forma di diritto ad essere dimenticati.
L'11 marzo del 2015, US Intelligence Squared, un'organizzazione che mette in scena dibattiti competitivi (strutturati sul modello accusa-difesa), ha tenuto un dibattito incentrato sul quesito: "Gli Stati Uniti dovrebbero adottare il "diritto all'oblio" online?" La mozione è stata respinta con una maggioranza del 56% del pubblico votante.
In linea con la proposta secondo cui le uniche informazioni che possono essere rimosse su richiesta dell'utente sono le informazioni che l'utente stesso ha inserito, alcuni critici ritengono che "il diritto all'oblio" vada contro la Costituzione degli Stati Uniti d'America in quanto proponga una forma indiretta di censura.
Molte persone finite sotto l'opinione pubblica, per reati e/o per la loro fama, hanno cercato di assumere un posto tranquillo e anonimo della società ma la possibilità di essere indicizzati ha reso tali soggetti un bersaglio facile per i mass-media. La mancanza di una legge sul "diritto all'oblio" ha generato una varietà di sentenze dei singoli casi: secondo alcuni ogni persona ha il diritto di non ricevere inutili attacchi per la propria posizione sociale o reputazione, mentre per altri esiste un limite al diritto di poter controllare le informazioni sulla propria vita poiché bisogna accettare il proprio status di persona riconoscibile.

### India
Nell'aprile 2016 l'Alta Corte di Delhi iniziò a esaminare la questione dopo che un banchiere di Delhi richiese che alcune informazioni personali venissero rimosse dai risultati dei motori di ricerca in seguito a una disputa coniugale. In questo caso, poiché la disputa era stata risolta, la richiesta fu considerata valida. La Corte richiese riscontri da parte di Google e altri motori di ricerca entro il 19 settembre per permettere alla Corte ulteriori indagini in materia. In seguito a richiesta da parte della Internet Freedom Foundation (IFF), preoccupata per le implicazioni sui diritti umani che una futura sentenza potrebbe avere, la Corte ha fissato la prossima udienza al 2 febbraio 2017.

### Corea del Sud
Nel maggio del 2016, la Korea Communications Commission (KCC), agenzia statale per la gestione dei media, ha annunciato che i cittadini potranno fare richiesta ai motori di ricerca e agli amministratori dei siti web per evitare che i loro post restino di dominio pubblico. Il KCC ha pubblicato le "linee guida per il diritto di restrizione all'accesso ai post da personal computer", che entreranno in vigore nel giugno 2016 e che non si applicano ai contenuti di terze parti. Poiché il diritto all'oblio riguarda il diritto di un soggetto di limitare la ricercabilità dei suoi post anche su siti di terze parti, la linea guida non costituisce un diritto all'oblio. Inoltre, per quanto riguarda il diritto di eliminare i post, i critici hanno notato che le persone erano già in grado di cancellare i propri post prima della pubblicazione delle linee guida, fintanto che avessero mantenuto le loro credenziali di accesso ai siti, e che alle persone che le avessero perse è consentito recuperarle o crearne di nuove. Gli unici servizi modificati in maniera significativa dalle linee guida sono i servizi Wiki-type, in cui i contributi degli utenti hanno un senso logico in risposta o in combinazione con il contributo di un altro utente, e quindi i post sono parte integrante del contenuto di un sito. In ogni caso, la KCC ha fatto in modo che la direttiva si applichi a questi servizi solo quando dal post si riesca ad identificare l'identità dell'autore.

### Cina
Nel maggio 2016 i tribunali cinesi stabilirono che i cittadini non hanno il diritto all'oblio quando un giudice sentenziò in favore di Baidu in una causa sulla rimozione dei risultati di ricerca. Fu il primo caso del genere ad essere tenuto in un tribunale cinese. Nel processo Ren Jiayu fece causa al motore di ricerca Baidu per risultati che lo legavano a un precedente datore di lavoro, Wuxi Taoshi Biotechnology. Ren sosteneva che postando i risultati di ricerca Baidu aveva violato i suoi diritti personali al nome e alla reputazione, entrambi tutelati dalla legge cinese. In forza di tali protezioni Ren riteneva di avere diritto all'oblio con la rimozione dei risultati di ricerca. Il tribunale si espresse contro Ren sostenendo che il suo nome era composto da caratteri comuni.

## La normativa dell'Unione Europea
Viviane Reding, Commissaria UE per la Giustizia e i Diritti fondamentali, ha proposto il 25 gennaio 2012 una riforma globale per la tutela della privacy degli utenti sul web che dovrebbe essere trasformata in legge da tutti gli stati membri entro il 2015. I fornitori di servizi online saranno obbligati a passare dalla regola dell'opt-out (i dati dell'utente, a meno di una sua esplicita richiesta, appartengono al fornitore) a quella dell'opt-in (i dati appartengono solo all'utente, è lui a decidere come usarli).
La Reding ha infatti affermato che:
La protezione dei dati personali è un diritto fondamentale di tutti gli europei, eppure non sempre i cittadini sentono di avere il pieno controllo dei propri dati. Le nostre proposte creeranno fiducia nei servizi online visto che saremo tutti più informati sui nostri diritti e avremo un maggiore controllo di tali informazioni.

### Contenuto della proposta
- Possibilità di chiedere “che i propri dati personali siano cancellati o trasferiti altrove e non siano più elaborati laddove non siano più necessari in relazione alle finalità per cui erano stati raccolti”. Questo prevede, per ogni cittadino, il pieno accesso alle proprie informazioni, in qualunque momento.
- Maggiore trasparenza e controllo sui dati: obbligo di tenere aggiornato ogni cittadino sul trattamento e la gestione dei propri dati da parte di aziende con sede locale in Europa. I gestori dovranno indicare il tipo di dati che posseggono, gli scopi per cui verranno usati, l'eventuale trasferimento a terzi e il periodo di conservazione all'interno del database. Inoltre ogni utente dovrà fornire un consenso esplicito all'utilizzo dei propri dati da parte delle aziende. La Commissione prevede multe fino a 500 000 euro per i trasgressori.
- Obbligo dei social network di provare che la conservazione di una certa informazione è necessaria e di avvertire tempestivamente l'utente (alert entro 24 ore) qualora le sue informazioni vengano rubate.

Eccezione: I cittadini europei non potranno richiedere la rimozioni di dati che li riguardano dai database delle testate giornalistiche.
Sono in molti a criticare la riforma varata dall'UE e i presupposti alla base del diritto all'oblio che toglierebbe alla rete la sua essenza originaria: Internet è ormai diventato un enorme archivio di informazione, unico nel suo genere, in cui tutto si conserva e nulla si dimentica.
In prima linea tra i contestatori c'è Vinton Cerf, pioniere di Internet, secondo cui le normative sul diritto all'oblio al vaglio dell'Unione Europea costituiscono una pericolosa minaccia per la libertà di espressione su cui si fonda il mondo di Internet.

### Regolamento UE n. 2016/679
A distanza di diciannove anni dall'entrata in vigore della prima legge italiana in materia di privacy, il 4 maggio 2016 è stato pubblicato in Gazzetta Ufficiale Europea il Regolamento UE n. 2016/679 entrato in vigore il 25 maggio 2018. Tale Regolamento si inserisce all'interno di quello che, insieme alla Direttiva 2016/680, è stato definito il "Pacchetto europeo protezione dati".
Oltre a numerose nuove norme (l'introduzione del responsabile del trattamento, del registro delle attività di trattamento, della valutazione di impatto sulla protezione dei dati, della portabilità dei dati, di un nuovo regime sanzionatorio, ecc.) di notevole interesse è la previsione esplicita, con l'introduzione di un articolo specifico (art. 17 – diritto alla cancellazione), del diritto all’oblio, che la precedente Direttiva 95/46/CE prevedeva nell'ambito dell'art. 12 (diritto di accesso).
L'art. 17 disciplina chiaramente i casi in cui deve essere effettuata la cancellazione su richiesta dell'interessato che il titolare del trattamento deve obbligatoriamente concedere “senza ingiustificato ritardo” ; questa impostazione è indice di una nuova sensibilità nei confronti dell’odierno quadro sociale, testimone della crescente evoluzione in materia. In ogni caso, l’esercizio di tale diritto non è aprioristicamente incondizionato: al contrario, l’art 17 del nuovo Regolamento enuclea infatti, nell’ottica di un ragionevole bilanciamento dei diritti, una serie di ipotesi in cui il diritto all’oblio cede il passo a principi parimenti meritevoli di tutela. Ne sono esempi, il caso in cui il trattamento sia necessario per l’esercizio del diritto alla libertà di espressione e di informazione (richiedendo in tal caso un bilanciamento con gli opposti diritto di cronaca e dovere di informazione) o quello in cui, invece, il trattamento costituisce l’adempimento di un obbligo legale.

### Corte di giustizia UE
Il 24 settembre 2019 la Corte di giustizia dell'Unione Europea ha stabilito che i motori di ricerca, qualora dovessero accogliere una richiesta di deindicizzazione da parte di un utente residente nell'Unione Europea, non sono obbligati ad applicarla anche alle ricerche condotte su scala globale.

## Il diritto all'oblio nel Web
Il diritto ad essere dimenticati online non consiste nella cancellazione dagli archivi online poiché questi sono considerati strumenti di conservazione della memoria storica. Secondo l'articolo 10 della Convenzione europea dei diritti dell'uomo essi rivestono un ruolo centrale in una società democratica. Ciò che invece è possibile fare è richiedere la deindicizzazione (delinking) dai motori di ricerca in modo tale che, se l'articolo viene cercato su un motore di ricerca, non possa comparire nelle pagine di risposta poiché non più attuale e rilevante per l'interesse pubblico. Vivace è anche il dibattito su questo tema nel web. Vint Cerf, informatico statunitense, ha dichiarato:
Esistono problematiche tuttora aperte anche riguardo ai dati memorizzati:
- nei motori di ricerca: essi rendono accessibili, virtualmente, per un periodo di tempo indeterminato, notizie (di cronaca o vicende giudiziarie) che altrimenti sarebbero di difficile reperibilità;
- nelle reti sociali: un'estensione del diritto all'oblio potrebbe pregiudicare la loro gestione dei dati personali.

### La giurisprudenza: sentenza C-131/12 del 2014
Il 13 maggio 2014 la Corte di giustizia dell'Unione Europea si è pronunciata sul caso Google Spain contro Agencia Española de Protección de Datos (AEPD) e Mario Costeja González.
Al sig. Costeja Gonzales, un cittadino spagnolo, era stata pignorata una casa di sua proprietà a seguito di un procedimento per la riscossione coattiva di crediti previdenziali. Nel gennaio e marzo del 1998 «La Vanguardia», quotidiano a diffusione nazionale, aveva pubblicato due annunci relativi alla vendita all'asta dell'immobile dove appariva il nome dell'ex-proprietario nonché il fatto che la vendita fosse connessa a un pignoramento. Nel 2013, quindi a distanza di 15 anni dai fatti, digitando sui motori di ricerca il proprio nominativo apparivano ancora tali notizie, così il signor Costeja Gonzales si rivolse all'"Agencia espagnola de proteccion de datos" (l'equivalente del nostro Garante della privacy) affinché procedesse nei confronti: a) del quotidiano chiedendo la cancellazione delle pagine web o la loro deindicizzazione; b) di Google chiedendo che fosse eliminato il link alle pagine contenenti le notizie. La richiesta era motivata dal fatto che il pignoramento era stato definito da vari anni, mentre sul motore di ricerca compariva ancora quell'annuncio, come se la casa del Costeja fosse ancora sotto pignoramento. Il Garante spagnolo respinse il ricorso contro il quotidiano (con la motivazione che la pubblicazione costituiva un adempimento a un obbligo di legge) ma lo accolse nei confronti del motore di ricerca. Google si oppose ricorrendo all'"Audencia nacional", che a sua volta sollevò questione pregiudiziale davanti alla Corte di Giustizia dell'Unione Europea.
Furono presentati all'attenzione della Corte diversi quesiti, riducibili sostanzialmente a due: a) se un motore di ricerca come Google possa essere soggetto alla legislazione europea; b) se un motore di ricerca possa essere considerato responsabile del trattamento dei dati personali e quindi possa essere assoggettato all'obbligo di rimuovere i link se l'interessato non gradisce che circolino (fermo restando che le notizie permangano in rete). Circa il primo quesito la risposta fu affermativa poiché risultò decisiva la considerazione che "Google España" - come società che raccoglie la pubblicità - ha sede in Spagna. Anche sul secondo quesito la risposta fu positiva poiché la Corte europea osservò che il concetto di trattamento dei dati personali può essere esplicato in due modi diversi: quello fatto dal quotidiano e quello fatto dal motore di ricerca. Entrambi i modi, anche se corrispondono a finalità diverse e hanno diversi responsabili, sono soggetti alla stessa giurisprudenza, quindi Google poteva essere considerato responsabile del trattamento dei dati personali.
Un motore di ricerca esplora Internet alla ricerca di informazioni in modo automatizzato, costante e sistematico. La società che gestisce il motore di ricerca raccoglie i dati ottenuti dal motore, poi li memorizza e quindi li organizza nell'ambito dei suoi programmi di indicizzazione. Non solo: li conserva nei suoi server e infine li comunica, o li mette a disposizione dei propri utenti, sotto forma di elenchi ordinati. Poiché tali operazioni, in punta di diritto, sono regolamentate in maniera esplicita e incondizionata dalla direttiva UE 46/1995 (recepita in Italia con il Codice in materia di protezione dei dati personali) esse devono essere qualificate come trattamento dei dati ai sensi di tale disposizione, indipendentemente dal fatto che il gestore del motore di ricerca applichi le medesime operazioni anche ad altri tipi di informazioni (generiche e non personali) e non distingua tra queste e i dati identificativi.

In altri termini, se c'è un trattamento dei dati deve esistere per forza di cose anche un responsabile: ad esso si applicano le disposizioni dell'art. 8 della Carta dei diritti fondamentali dell'Unione Europea e delle direttive europee in materia. Tra esse vi è quella sull'aggiornamento e l'eventuale richiesta di cancellazione dei dati, che quindi può essere applicata direttamente al motore di ricerca.
Così la Corte di giustizia UE ha condannato Google Inc. (proprietaria del motore di ricerca Google) a cancellare le indicizzazioni relative ai propri dati personali su richiesta dei cittadini europei interessati, "a meno che non vi siano ragioni particolari, come il ruolo pubblico del soggetto" (C-131/12, 13 maggio 2014).
La Corte di giustizia UE ha così imposto a Google Inc. di rispondere da allora in avanti alle richieste di rimozione dei link alle pagine web che contengono il nominativo del richiedente dai risultati del noto motore di ricerca. In virtù del diritto all'oblio, i motori di ricerca devono rimuovere ogni contenuto a seguito della richiesta degli aventi diritto riguardo alla permanenza di contenuti non corretti, o inesatti, potenzialmente lesivi della sfera privata, immagine e reputazione pubblica, quali: articoli, commenti, esternazioni a caldo, anche pubblicati su blog, forum, o siti amatoriali.
In sostanza avviene la de-indicizzazione, cioè l'eliminazione dai risultati di una ricerca del nome del soggetto richiedente in riferimento agli articoli per i quali si vuol far valere il diritto all'oblio. Questo significa che Google e gli altri motori di ricerca dovranno evitare che venga riportato l'articolo che il soggetto vuole sia dimenticato tra i risultati (ma rimarrà nel server in cui è stato originariamente caricato).
Per esempio, se una persona ha commesso una frode e la cosa viene riportata sui siti web dei giornali, quello che farà il motore di ricerca sarà di non far comparire quegli articoli. I giornali non hanno l'obbligo di cancellare gli articoli, che rimarranno dunque memorizzati. Quindi per aggirare questa legge basterà usare il motore interno dei giornali o la versione internazionale dei motori di ricerca, quella cioè che opera all'esterno dell'Europa. Ad esempio, se si cerca su "www.google.com" invece che su "www.google.it" verranno riportati anche i risultati omessi. Nel primo giorno di attuazione della sentenza (30 maggio 2014) Google Inc. ha ricevuto 12.000 richieste per la rimozione di dati personali sul motore di ricerca.
I motori di ricerca possono mostrare solo certi risultati che sono di pubblico interesse. La Corte UE non ha però specificato cosa significhi quest'ultima parte e quindi ha lasciato ai motori di ricerca la responsabilità di decidere cosa sia di pubblico interesse.

### Dopo la sentenza
La posizione ufficiale di Google sulla sentenza UE è stata espressa da David Drummond, responsabile legale del colosso di Mountain View:
Successivamente Google ha messo a disposizione sul suo sito un modulo attraverso il quale è possibile richiedere la rimozione dei link relativi alle informazioni "inadeguate, non pertinenti o non più pertinenti, ovvero eccessive in rapporto alle finalità del trattamento in questione realizzato dal gestore del motore di ricerca". Nel dicembre del 2014 anche la Microsoft ha pubblicato una pagina web attraverso cui i cittadini europei, previa compilazione online di un modulo, possono bloccare i risultati della ricerca su Bing se questa viola il diritto all'oblio, ai sensi della normativa europea.
Oggi i dati delle richieste trattate vengono elencati da Google nel suo "transparency report”. Nel sito vengono elencate tutte le richieste inviate suddivise per stati europei con la percentuale di richieste accolte e rifiutate. Alla data del gennaio 2016 sono arrivate 376.366 richieste relative a 1.328.983 URL inerenti a tutta Europa. Le richieste per il mercato italiano sono state 28.247, relative ad oltre 92.816 URL. L'Italia si trova al quinto posto per numero di richieste assolute (dopo Francia, Germania, Gran Bretagna e Spagna) e al primo posto come numero di richieste rifiutate (rifiuto del 69,9% contro un 30,1% accolto); questo è dovuto principalmente a delle situazioni particolari presenti solo nella penisola italiana.
Sempre secondo i dati, i dieci domini di cui Google ha rimosso il maggior numero di URL dai risultati di ricerca risultano essere: www.facebook.com, profileengine.com, groups.google.com, www.youtube.com, annuaire.118712.fr, badoo.com, plus.google.com, twitter.com, www.wherevent.com, www.192.com.
Nei casi riportati ad esempio viene spiegato molto bene che negli altri Paesi la maggior parte delle richieste veniva da persone nominate incidentalmente come vittime di reati (ad esempio stupro o rapimento) o come parenti di vittime. Nel caso in cui la richiesta venga fatta dagli autori dei reati questi hanno interamente scontato la propria pena (che negli altri paesi europei è sicura e reale) e sono già passati molti anni.
Il caso dell'Italia (e, in misura minore, della Spagna) è invece molto particolare: una grossa parte delle richieste proviene dagli stessi autori dei reati, i processi sono addirittura ancora in corso o magari in corso di prescrizione, non sono state scontate le pene e le ricerche puntano a organi ufficiali (ad esempio la Gazzetta Ufficiale della Repubblica Italiana). Quindi dagli esempi sembrerebbe che Google, un'impresa commerciale privata, si sia trovata nella situazione di doversi ergere ad arbitro e decidere ad esempio se rimuovere tutte le ricerche che portavano ad un mafioso o a un camorrista o agli autori di frodi fiscali (negli Stati Uniti l'evasione fiscale è un reato considerato gravissimo perché deruba tutti i cittadini ed è punito severamente con la galera e con un ostracismo sociale).
Il caso di Renato Vallanzasca
Nei mesi successivi all'entrata in vigore della sentenza (30 maggio 2014) i maggiori quotidiani italiani (tra cui il «Corriere della Sera» e «la Repubblica») ricevettero una richiesta di de-indicizzazione da parte di Renato Vallanzasca. Noto gangster milanese, aveva compiuto numerosi reati con la sua banda, la cosiddetta "Banda della Comasina", negli anni 1970. A seguito del suo arresto per aver rubato della biancheria intima (13 giugno 2014) tutti i giornali avevano ripreso a narrare le sue imprese delittuose. In questo caso, a inviare la richiesta non era stato Vallanzasca in persona (così hanno spiegato i suoi avvocati), ma più probabilmente qualcuno che non voleva essere associato alle vicende di quegli anni. Google ha rimosso il nome delle persone coinvolte dalle proprie pagine dei risultati delle ricerche. Non solo: ha oscurato anche alcuni link a Wikipedia. Ciò ha provocato la reazione di Jimmy Wales, cofondatore di Wikipedia, che ha dichiarato:
L'estensione del diritto all'oblio al mondo del web si è rivelata dunque un'operazione più difficile del previsto, fonte di dibattiti e controversie.
È arduo stabilire, in punta di diritto:
- fino a quanti anni di distanza dai fatti può essere esercitato il diritto dell'individuo ad ottenere la cancellazione dei propri dati;
- quali sono gli elementi che, anche a distanza di tempo, potrebbero giustificare la persistenza di tali dati negli archivi online.

Il 4 marzo 2016 con una nota sul blog ufficiale, Google ha esteso il diritto all'oblio a tutti gli stati membri dell'Unione europea. D'ora in poi tutti i collegamenti ipertestuali segnalati come inappropriati dagli utilizzatori saranno rimossi anche dal motore di ricerca internazionale.
Bilanciamento con il diritto di cronaca
La sentenza della Corte di giustizia dell'Unione Europe non afferma quanto segue:
- Che esista un diritto a fare cancellare quello che non piace. Si può chiedere, ma non si ha diritto di ottenerlo. Infatti Google può rifiutare le richieste di rimozione se ritiene che le informazioni siano di interesse pubblico, come nel caso di professionisti e della loro condotta professionale;
- Che si debbano cancellare o modificare gli archivi dei giornali. La rimozione dei link dai risultati di ricerca non equivale alla cancellazione delle informazioni: esse rimangono sulle pagine web originali;
- Che si debba modificare il passato o la realtà storica.[66]

## Le critiche
Il diritto alla libertà d'espressione è regolamentato in modo molto forte nelle costituzioni di alcuni paesi, e ciò diventa molto difficile da conciliare con il diritto all'oblio. Alcuni accademici osservano che soltanto una parte limitata del diritto all'oblio sarebbe conciliabile con la legge costituzionale degli USA: il diritto di un individuo di cancellare dati che ha personalmente pubblicato. In questa forma limitata del diritto il singolo non può richiedere la cancellazione di materiale pubblicato da terzi, dal momento che la rimozione delle informazioni diventerebbe censura e limitazione della libertà d’espressione in molti paesi, creando un «Internet crivellato di buchi di memoria, un luogo in cui le informazioni scomode semplicemente scompaiono».
La proposta di regolamentazione della protezione dei dati è stata redatta senza considerare i singoli casi, e ciò ha destato preoccupazioni, in particolare ha attirato critiche sul fatto che questo provvedimento costringerebbe le compagnie che controllano i dati a fare molti sforzi per identificare le terze parti con l'informazione e rimuoverla. Altre critiche sono state mosse riguardo al fatto che questa regolamentazione potrebbe produrre un effetto di censura per cui aziende come Facebook o Google preferiranno eliminare totalmente le informazioni piuttosto che venire multate, e questo potrebbe avere effetti piuttosto distopici.
Inoltre, ci sono preoccupazioni riguardo alla richiesta di rimuovere informazioni che terze parti hanno pubblicato riguardo ad un singolo, la definizione di dato personale nell'Articolo 4.2 include “qualsiasi informazione riguardante il singolo”. Questi critici hanno dichiarato che ciò porterebbe le aziende a cancellare qualsiasi informazione sull'individuo senza considerare la fonte, e questo porterebbe alla censura e le grandi compagnie che gestiscono i dati si troverebbero ad eliminare molte informazioni per attenersi a questa regolamentazione.
Facendo appello al diritto all'oblio, era stato richiesto che venissero rimossi dai risultati di Google 120 report riguardo a direttori di aziende, pubblicati dalla compagnia spagnola Dato Capital, consistenti interamente in informazioni che essi devono rivelare per legge.
Altre critiche riguardano il principio di responsabilità: la preoccupazione principale è costituita dall'idea che Google e gli altri motori di ricerca non mostrino risultati neutrali ma parziali e faziosi, compromettendo così la neutralità dell’informazione online. Per ribattere a queste critiche, la regolamentazione proposta include un'eccezione per la divulgazione di dati rivelati soltanto per scopi di cronaca, artistici o letterari per riconciliare il diritto alla protezione dei dati personali con le normative sulla libertà d'espressione. L'articolo 80 sostiene la libertà di parola, e nonostante non riduca gli obblighi per i fornitori di dati e i social media, comunque grazie al vasto significato di “scopi giornalistici” permette una maggiore autonomia e diminuisce la quantità di informazioni che devono essere rimosse. Quando Google accettò di implementare questo regolamento, il vicepresidente della commissione europea Viviane Reding affermò: “La Corte ha anche assicurato che il lavoro giornalistico non dovrà essere toccato, ma protetto”.
Tuttavia Google venne criticato per aver rimosso (a causa del precedente caso Costeja) un post del blog della BBC News riguardo a Stan O'Neal scritto dal giornalista Robert Peston (alla fine Peston però riportò che il suo post rimase tra i risultati di Google). Nonostante queste critiche e l'azione di Google, il CEO della compagnia, Larry Page, si preoccupa che la regolamentazione verrà usata per scopi illeciti da governi che non sono così sviluppati e progressisti come l'Europa. Per esempio, il pianista Dejan Lazic citò il diritto all'oblio per cercare di rimuovere una recensione negativa di una sua performance pubblicata sul Washington Post. Affermò che la critica fosse diffamatoria, di cattivo gusto, irriverente, offensiva e semplicemente irrilevante per la sua arte.
L'indice di Censura ha affermato che il regolamento Costeja permette agli individui di lamentarsi con i motori di ricerca riguardo alle informazioni che non gradiscono senza un controllo legale, e questo è paragonabile ad entrare in una libreria e costringerla a mandare i libri al macero. Nonostante la regolamentazione si riferisca ad individui singoli, questa potrebbe aprire la strada a chiunque voglia occultare la propria storia personale.
Nel 2014, la pagina di Gerry Hutch sulla Wikipedia inglese è stata tra le prime pagine di Wikipedia ad essere rimossa dai risultati di diversi motori di ricerca dell'Unione Europea. Il Daily Telegraph riportò che, nel 6 agosto 2014, il co-fondatore di Wikipedia Jimmy Wales "descrisse il diritto all'oblio dell'UE come profondamente immorale".
Altri cronisti hanno contestato Wales, puntando a problemi legati a Google, compresi i collegamenti ai "revenge porn sites" nei suoi risultati di ricerca, e hanno accusato Google di aver orchestrato una campagna pubblicitaria in grado di eludere gli obblighi onerosi per rispettare la legge. Julia Powles, una avvocatessa e ricercatrice presso l'Università di Cambridge, ha fatto una confutazione a Wales e alle Wikimedia Foundation, in un editoriale pubblicato dal The Guardian, ritenendo che "C'è una sfera pubblica della memoria e della verità, e una privata... Senza la libertà di sentirci in privato, abbiamo ben poche libertà ".
In risposta alle critiche, l'UE ha rilasciato una scheda per affrontare ciò che considera i miti circa il diritto all'oblio.

## Sviluppi futuri
Ricercatori sulla sicurezza del CISPA (Università di Saarland) e dall’Università di Auckland hanno proposto un framework chiamato Oblivion, per supportare l’automazione dell’applicazione del diritto all’oblio in un modo scalabile, dimostrabile e che rispetti la privacy. “Oblivion” è un programma che aiuta ad “automatizzare” il processo di provare a verificare le informazioni personali di qualcuno che possono essere trovate nei risultati di ricerca di Google.
Google riceve una grande quantità di richieste di rimozione di link, e Oblivion sarebbe in grado di aiutare ad ovviare a questo problema. I ricercatori e gli autori di Oblivion dicono che “è essenziale sviluppare tecniche che almeno in parte automatizzino questo processo e che siano scalabili alla dimensione di internet”. Obivion aiuterebbe le persone che elaborano i moduli in Google ad assicurarsi che utenti malintenzionati “mettano nella lista nera link a contenuti che non li riguardano”.
Per esempio, dei test hanno provato che Oblivion potrebbe gestire fino a 278 richieste al secondo. Il software permette a Google, al governo e all’utente di collaborare per rimuovere contenuti velocemente. Per assicurarsi che il programma sia veloce, sicuro per gli utenti ed efficiente nel riconoscere le richieste fasulle, è stato strutturato in 3 parti.
Nella prima parte, Oblivion richiede all’utente di inserire dei dati identificativi propri- che non si limitino a nome, età e nazionalità. Oblivion successivamente autorizza l’utente a cercare, trovare ed etichettare le svariate informazioni personali utilizzando un processo di riconoscimento delle parole e delle immagini, e compila una richiesta in un modo che preservi la privacy.
Oblivion poi scannerizza gli articoli interessati per vedere se c’è corrispondenza tra le informazioni fornite dall’utente e quello che c’è scritto in essi. Quindi fornisce un sistema di indicizzazione con un meccanismo automatizzato che controlli l’eligibilità della richiesta, verificando che l’autore della richiesta sia effettivamente compromesso da un contenuto online. All’autore della richiesta viene fornito un “ownership token” che conferma che gli articoli per i quali ha richiesto la rimozione contengono effettivamente delle informazioni personali.
Nella terza e ultima fase, questo “ownership token” viene inoltrato a Google, accompagnato dalle motivazioni dell’utente per le quali il contenuto indicato andrebbe rimosso. Lo staff di Google sarebbe a questo punto in grado di decidere in base ai loro principi se cancellare effettivamente il contenuto - già sapendo che la richiesta è valida e legittima grazie a Oblivion.
I ricercatori comuni hanno notato che ci sono alcune limitazioni. Mancando un elemento umano, il software non sa decidere se un contenuto è ancora di pubblico interesse o meno, e quindi se effettivamente dovrebbe essere rimosso. In ogni caso, questo servirebbe a ridurre almeno in parte le richieste.